# Moses Porges von Portheim

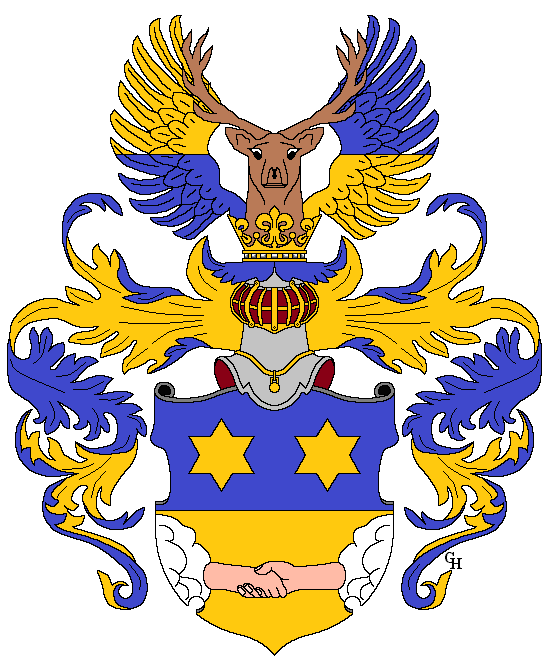
Erb vydaný Mojžíšovi Porgesovi z Portheimu (1781-1870) a jeho potomkům v roce 1841.

Moses Gabriel Porges von Portheim, česky Mojžíš Porges z Portheimu (22. prosince 1781 Praha – 21. května 1870 Smíchov), byl rakouský a český továrník židovského původu z pražské podnikatelské rodiny Porgesů z Portheimu.

## Biografie
Byl členem židovské rodiny Porgesů (později s šlechtickým titulem von Portheim). Byl synem drobného obchodníka, pražského rabína Gabriela Porgese, který patřil k pražským stoupencům frankistického hnutí. Jeho bratrem byl podnikatel Leopold Porges von Portheim. Podnikání se věnoval i synovec Eduard Porges von Portheim, který byl aktivní i v politice. Prasynovec Max Porges von Portheim byl bibliografem a sběratelem.
Narodil se v pražském židovském ghettu. V mládí pobýval v letech 1799 a 1800 se svým bratrem na dvoře frankistické sekty v Offenbachu nad Mohanem, odkud oba bratří uprchli a vrátili se do Prahy. Moses byl nejprve aktivní jako podomní obchodník s plátnem v Praze, zatímco bratr Leopold byl obchodníkem s lihovinami. Roku 1812 založili oba sourozenci kartounku (dílnu na potisk pláten), umístěnou v prostoru nynějšího Náměstí Curieových na břehu Vltavy na okraji Židovského města. Po šesti letech byla dílna rozšířena na malou továrnu. V roce 1830 se firma přestěhovala na nové pozemky na Smíchově, kde vyrostlo pět hlavních budov. Kartounka disponovala třemi parními kotli a parním strojem o výkonu 9 kW. Po další dekádě expanze měla firma také pobočky v Hořicích, Brodu u Nové Paky a Luhu u Frýdlantu. Pracovalo v ní více než dva tisíce tkalců. Poté, co byl podnik vybaven novými technologiemi (tzv. perotiny), došlo v továrně v červenci 1844 ke stávce a ludditskému rozbíjení strojů a dělnické násilnosti musela potlačit armáda. Moses do roku 1856 působil jako ředitel kartounky. V roce 1841 byli oba bratři povýšeni na šlechtice. V roce 1840 (podle jiného zdroje roku 1845) založili bratři Moses a Leopold také továrnu na porcelánové zboží v Chodově, kterou vedl Leopold. Moses zasedal v roce 1853 na konferenci o clech ve Vídni. Angažoval se v dobročinnosti. Finančně podporoval dětskou opatrovnu na Josefově. Na sklonku života sepsal vzpomínky na svůj pobyt v sídle frankistické sekty v Offenbachu.
Zemřel v květnu 1870 na sešlost stářím. Pohřební průvod vedl ze Smíchova na Olšanské hřbitovy.
Životní příběh Mojžíše Porgese z Portheimu tvoří součást románu Harfeník spisovatele Jiřího Weila.